# Columnist

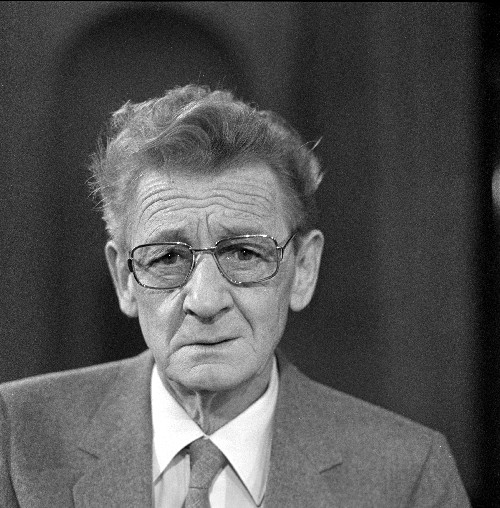
Simon Carmiggelt

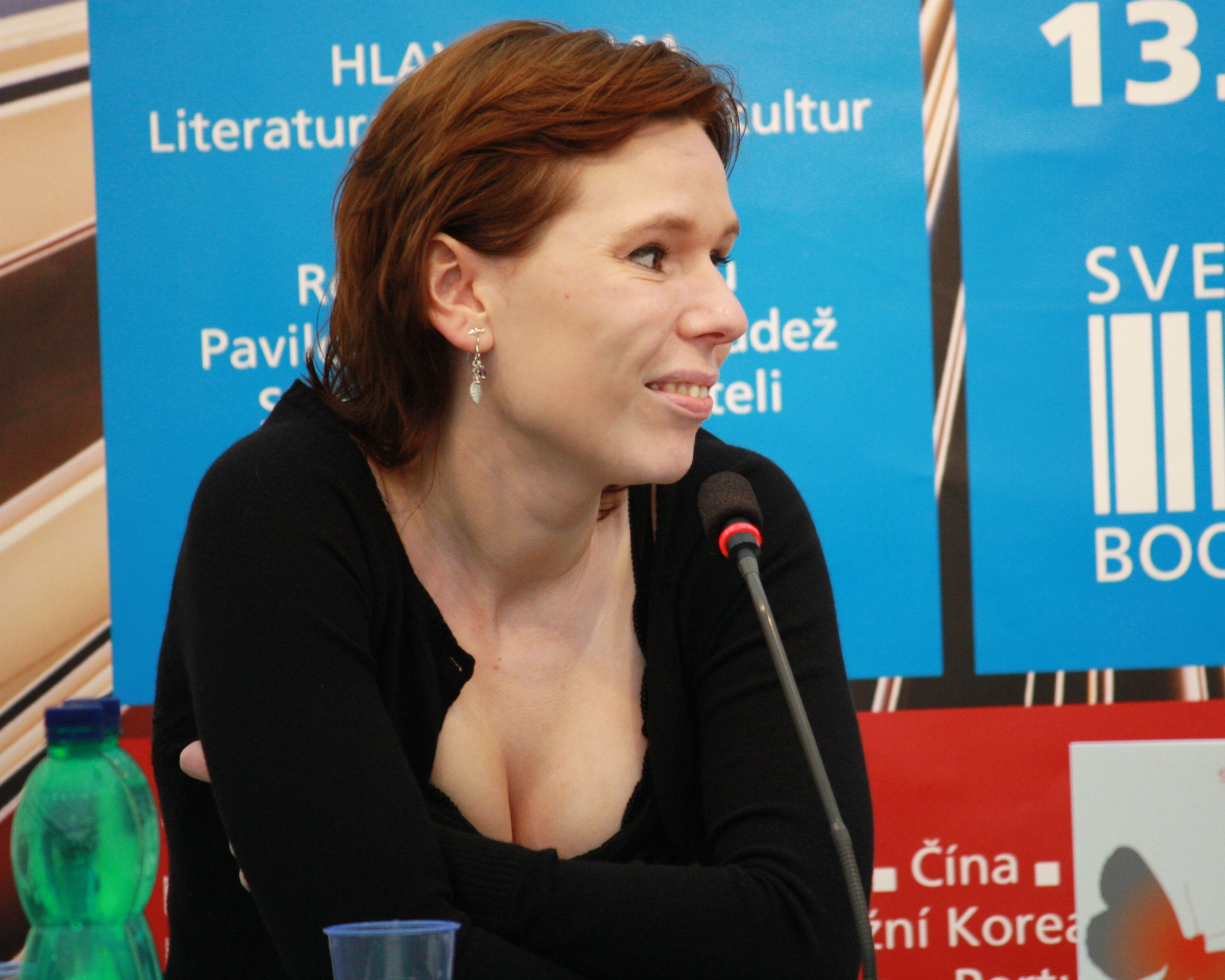
Annelies Verbeke (2010)

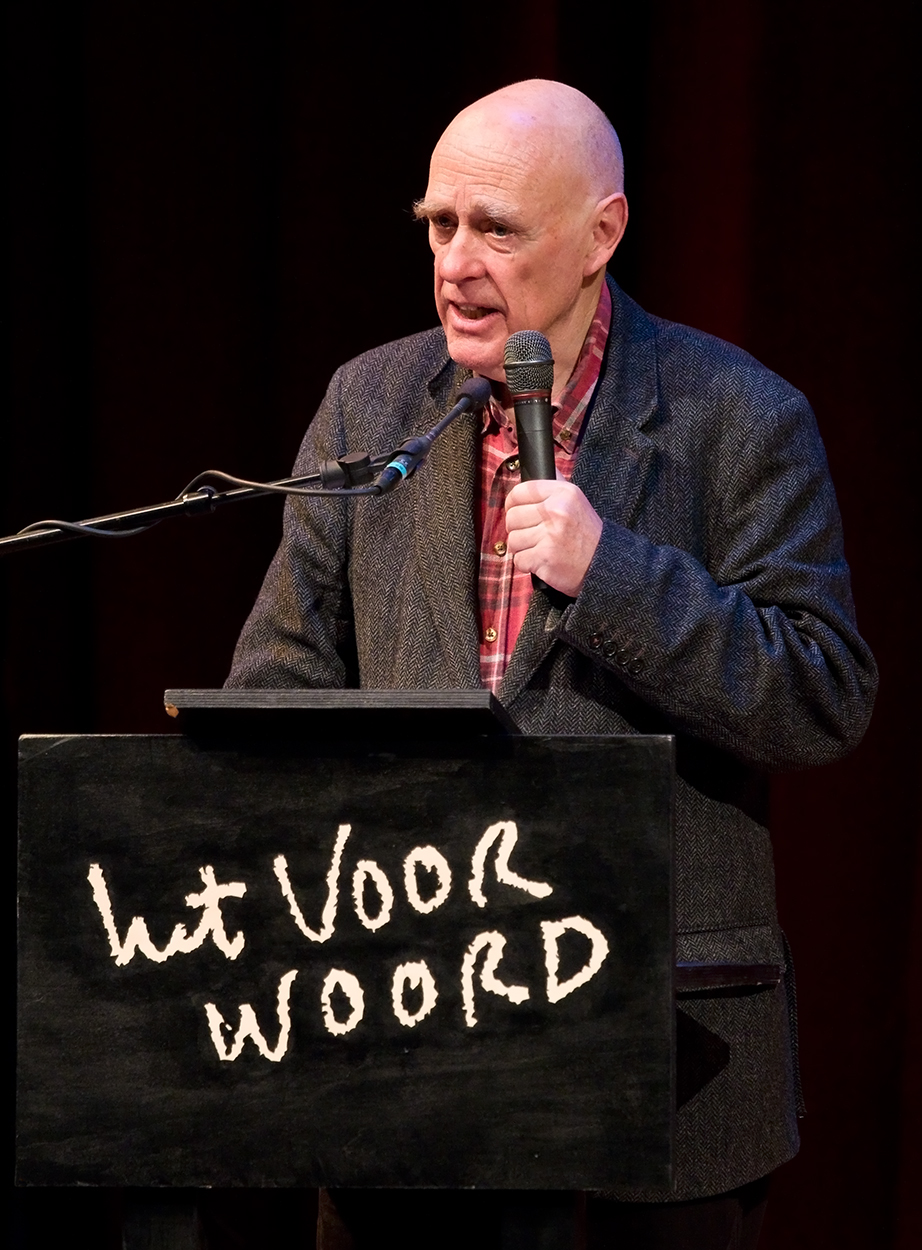
Hugo Brandt Corstius

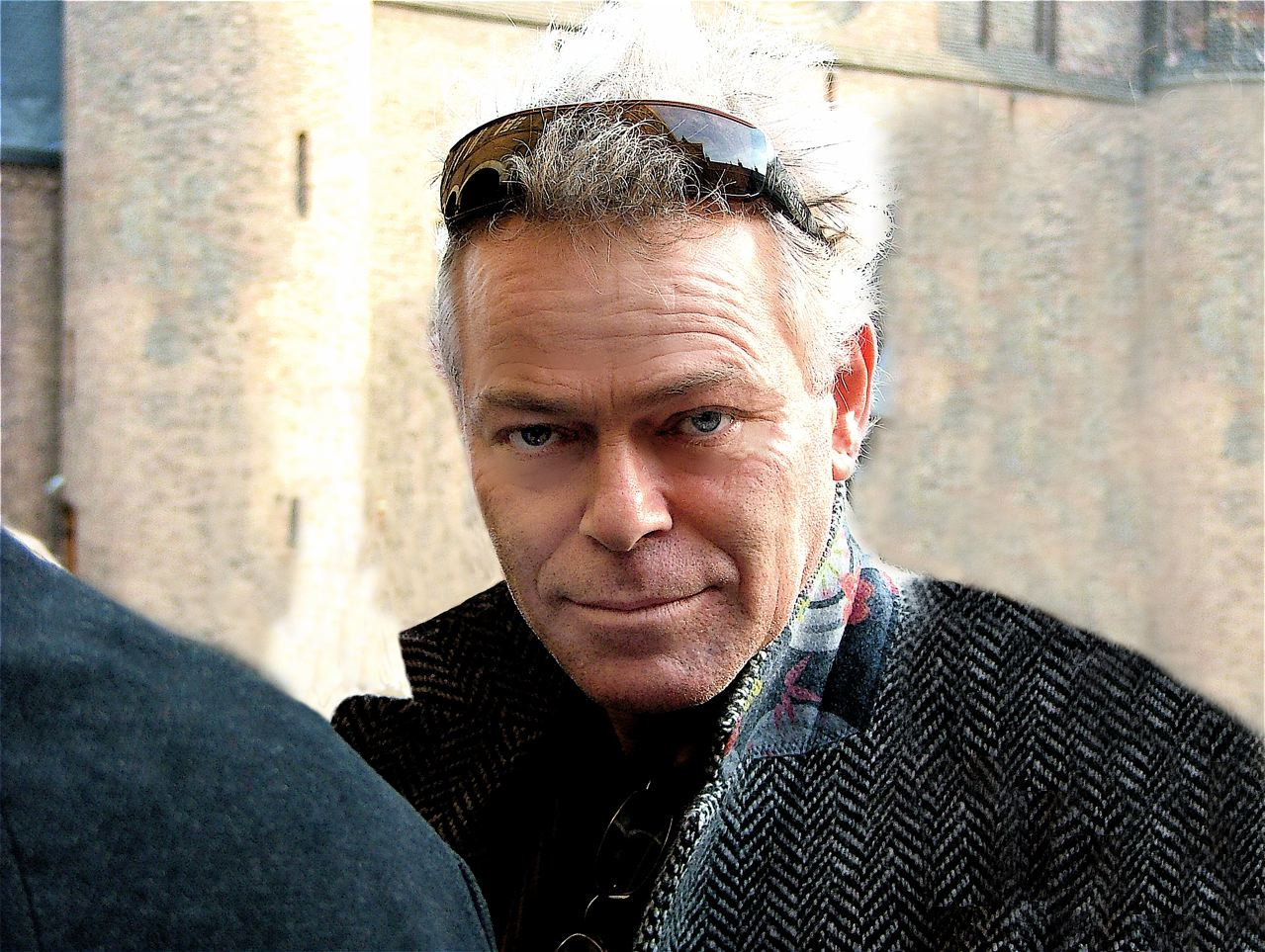
Martin Bril

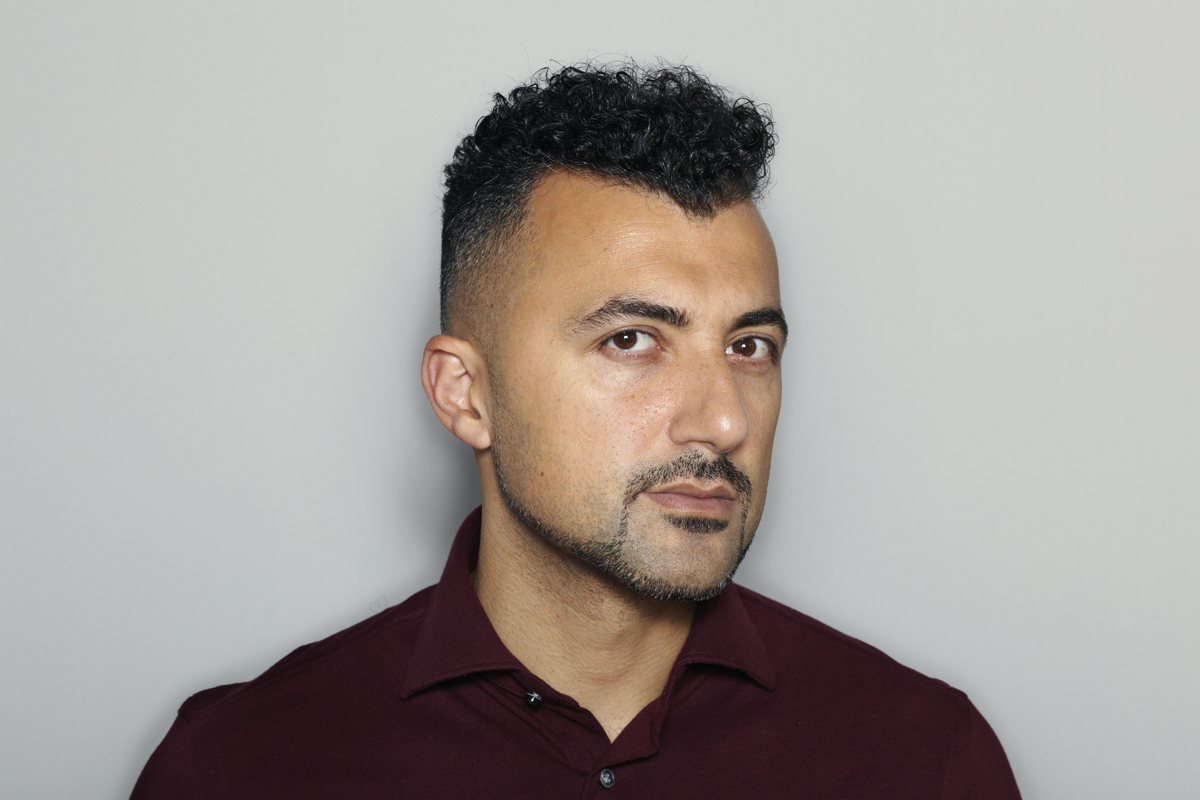
Özcan Akyol

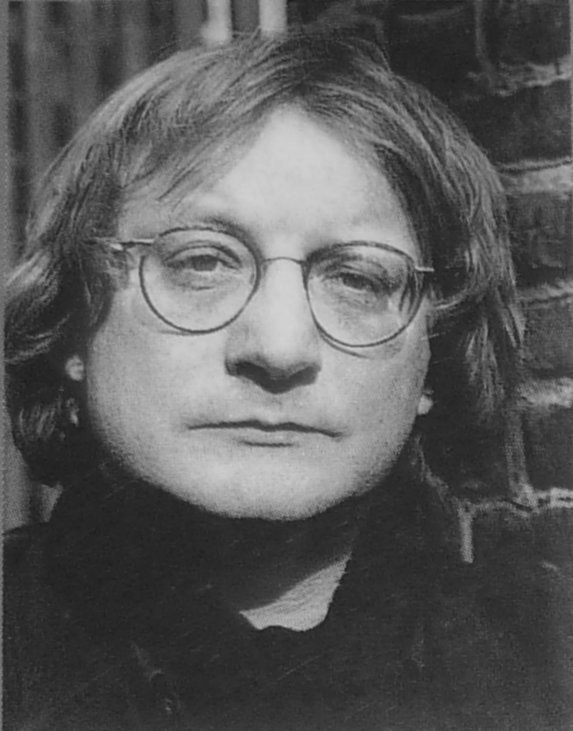
Thomas Verbogt

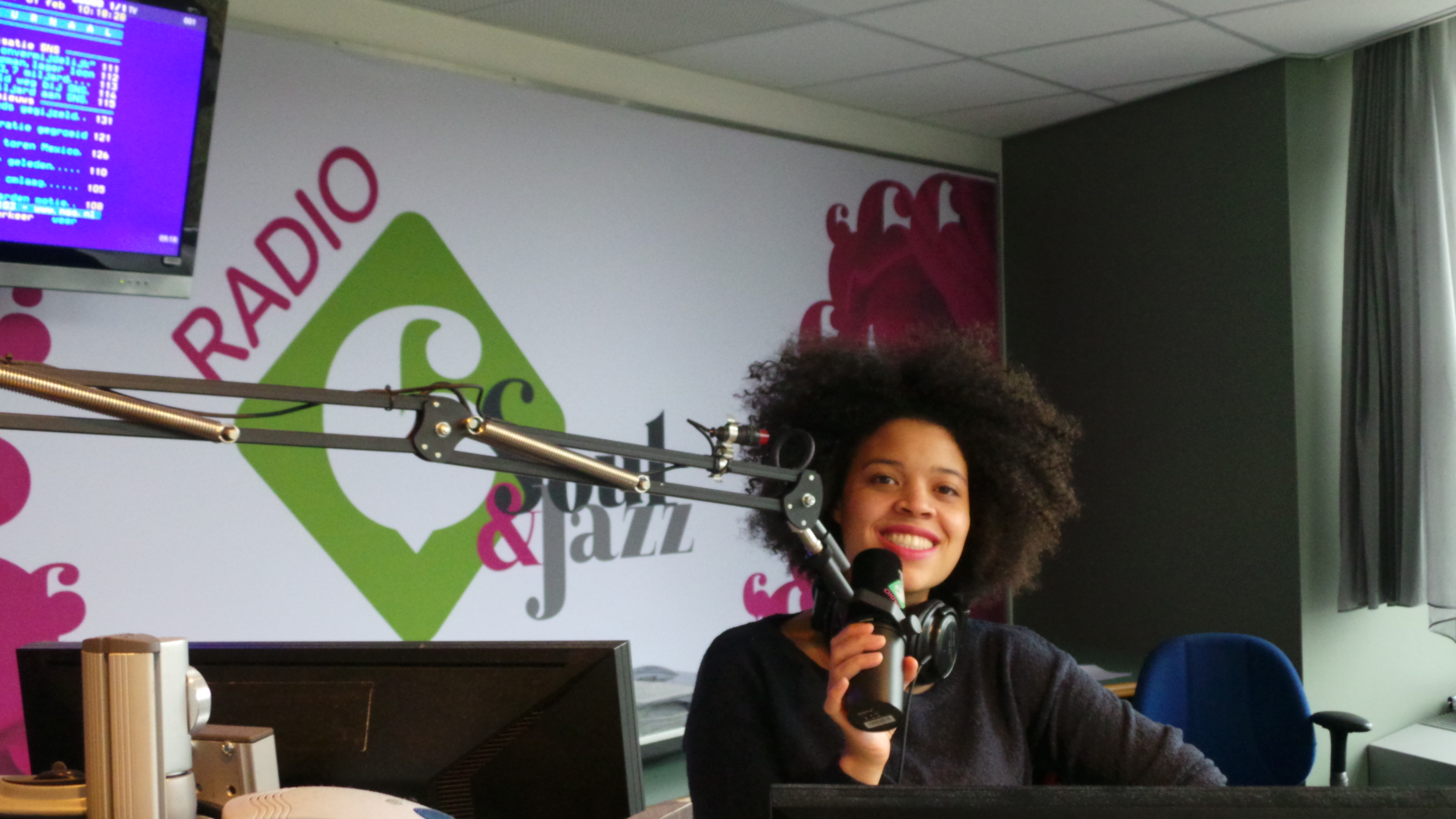
Angelique Houtveen

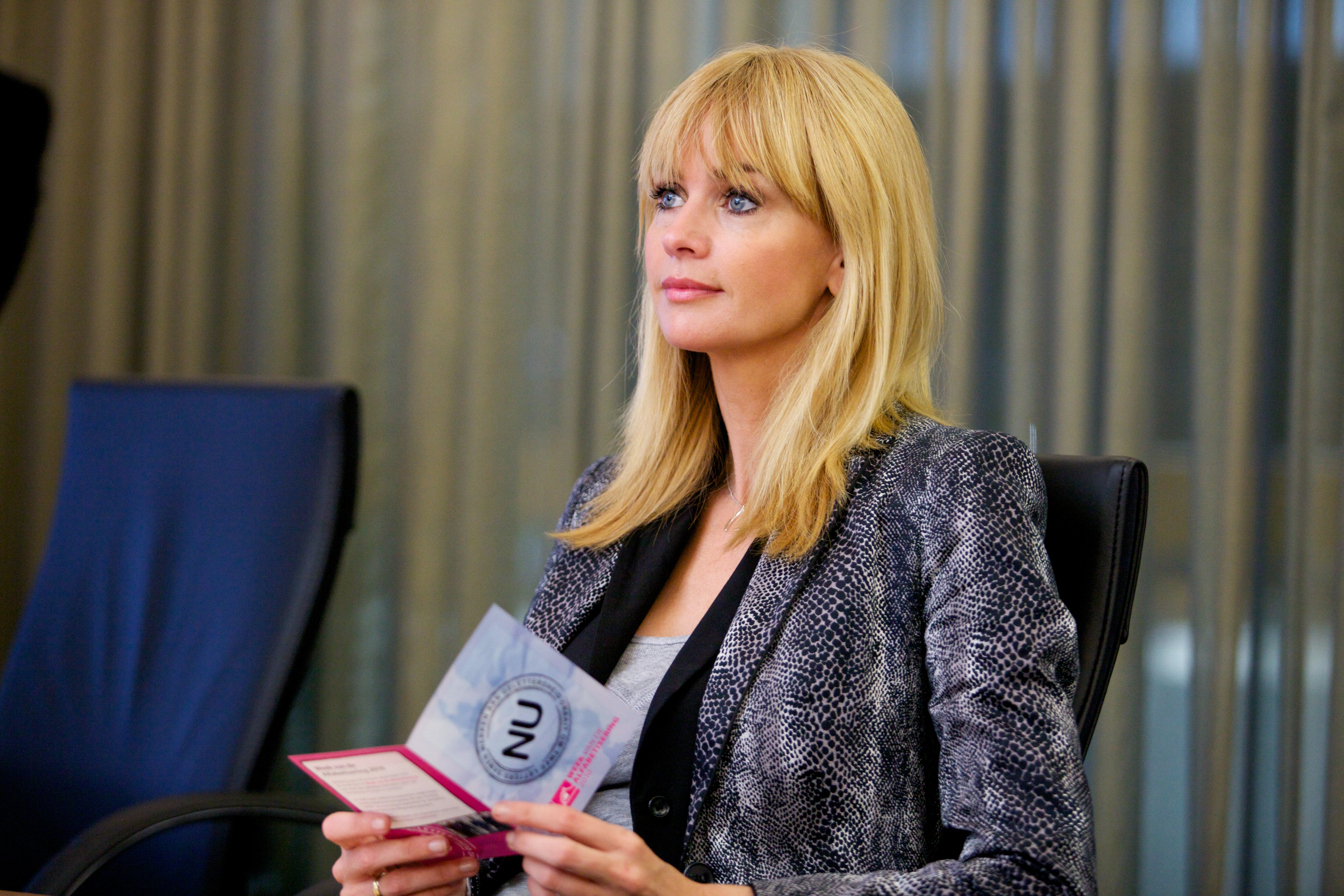
Daphne Deckers

Een columnist of columniste is een publicist met een vaste plek (column) in een krant, een weekblad, bij de radio of op een website. De aard van columnisten loopt uiteen: sommige columnisten zijn opiniemakers, anderen bieden louter verstrooiing.

## Soorten columnisten
Pure columnisten zijn schrijvers die geen romans of gedichten schrijven, maar die als schrijver uitsluitend columns vervaardigen, zoals H.J.A. Hofland, Renate Rubinstein en Hugo Brandt Corstius. Sinds de jaren tachtig zijn er steeds meer columnisten bij gekomen die in de eerste plaats bekend zijn van hun niet-schriftelijke uitingen in theater of op televisie. Hoewel ook zij zich als schrijver alleen via columns uiten kunnen zij niet als pure columnist gelden, omdat hun columns niet hun enige en zelfs niet hun belangrijkste podium vormen. Een bekend voorbeeld van dit type is de cabaretier Youp van 't Hek.
Ook in de vakliteratuur bestaan er columnisten, die daar doorgaans een serieuzer toon aanslaan dan columnisten in de nieuwsbladen. Ze schrijven op een vaste plek, vaak één kolom groot een stuk over een actueel item uit het vakgebied, soms om iets onder de aandacht te brengen, maar soms ook om de lezer tot nadenken te zetten. 
De columns uit de vakliteratuur zijn vaak vergelijkbaar met een blogpost, en veel columnisten publiceren hun column op een eigen blog. Ook worden ze regelmatig gebundeld als boek uitgegeven.

## Nederland
Het subgenre column is in Nederland volwassen geworden in de jaren 1950 en '60 door de columns van Simon Carmiggelt (Kronkel), Henri Knap (Dagboekanier), Eduard Elias, Annie M.G. Schmidt, Henriëtte van Eyk, Jeanne Roos, Godfried Bomans, Jan Blokker, Nico Scheepmaker (Hopper).
In de jaren '70 manifesteerden tal van publicisten zich als columnist, die als groep helemaal niets anders gemeenschappelijk lijkt te hebben; schakers, biologen, juristen, koks, artsen, filosofen, wiskundigen. De variatie blijkt uit de volgende lijst van bekende columnisten:
- Paul Abbey, NRC Handelsblad
- Lamyae Aharouay, NRC
- Özcan Akyol, De Gelderlander
- Martin van Amerongen, NRC Handelsblad, De Groene Amsterdammer
- Johan Anthierens, de Volkskrant
- Armando, NRC Handelsblad
- Victor Baarn (= Hugo Brandt Corstius), Vrij Nederland
- Nathalie Baartman, Twentse Courant Tubantia, Mezza Weekendmagazine, Theatermagazine Scènes
- Battus (= Hugo Brandt Corstius), NRC Handelsblad, Vrij Nederland
- Ina van der Beugel, Het Parool
- Wim de Bie, de Volkskrant
- Jan Blokker, de Volkskrant, Vrije Geluiden
- A.L. Boom (=Kees Fens), De Tijd
- Hugo Borst, De Gelderlander
- Ten Braven, Vrij Nederland
- Henk Broekhuis (= Karel van het Reve), NRC Handelsblad
- Emma Brunt, Haagse Post
- Lodewijk Brunt, Vrij Nederland
- Boudewijn Büch, Het Parool
- drs. G. van Buren (= Hugo Brandt Corstius), NRC Handelsblad
- Saartje Burgerhart, de Volkskrant
- Age Bijkaart (= Willem Frederik Hermans), Het Parool, Nieuwsnet
- Edgar Cairo, de Volkskrant
- Remco Campert, de Volkskrant, Haagse Post
- Ben de Cocq, Vrij Nederland, de Groene Amsterdammer
- Dolf Cohen (= Hugo Brandt Corstius), NRC Handelsblad
- René Cuperus, de Volkskrant, RTLZ, Clingendael Spectator
- Daphne Deckers, De Telegraaf, het Veronicablad, Reader's Digest
- Midas Dekkers, NRC Handelsblad
- Adriaan van Dis, NRC Handelsblad
- J.H. Donner, NRC Handelsblad
- Johnny van Doorn, VPRO
- Renate Dorrestein, De Tijd, Opzij
- Arend Jan Dunning, NRC Handelsblad
- Lex Dura (= mr.Germ Kemper), Vrij Nederland
- Jan Eter (= Hugo Brandt Corstius), Vrij Nederland
- Kees Fens, de Volkskrant
- Rinus Ferdinandusse, Vrij Nederland
- Hans Freudenthal, NRC Handelsblad
- Jip Golsteijn, De Telegraaf
- Rijk de Gooijer, Haagse Post
- Annemarie Grewel, de Groene Amsterdammer
- Piet Grijs (= Hugo Brandt Corstius), Vrij Nederland
- Anton Haakman, NRC Handelsblad
- Maarten 't Hart, NRC Handelsblad, Haagse Post
- Ben Haveman, de Volkskrant
- Jaap van Heerden, NRC Handelsblad
- Jérôme Heldring, NRC Handelsblad
- Judith Herzberg, Vrij Nederland
- Dick Hillenius, NRC Handelsblad, Vrij Nederland
- Henk Hofland, NRC Handelsblad, Haagse Post
- Theodor Holman, Het Parool
- Rob Hoogland, De Telegraaf
- Angelique Houtveen, De Linda
- Hopper (= Nico Scheepmaker), de Volkskrant
- John Jansen van Galen, Haagse Post
- Eelke de Jong, Haagse Post
- Lieve Joris, NRC Handelsblad
- Jean Journaille (= Jan Vrijman, Het Parool
- A.J. Klei, Trouw
- Wouter Klootwijk, de Volkskrant
- Henri Knap, Het Parool
- Hans Kok, NRC Handelsblad
- Gerrit Komrij, NRC Handelsblad, Vrij Nederland
- Kees van Kooten, Haagse Post
- Rudy Kousbroek, NRC Handelsblad
- Jan Kuitenbrouwer, NRC Handelsblad, Volkskrant, Haagse Post
- Tim Krabbé, Haagse Post
- Gerrit Krol, NRC Handelsblad, de Volkskrant
- Kronkel (= Simon Carmiggelt), Het Parool
- Yvonne Kroonenberg, NRC Handelsblad
- Kweetal, Haagse Post
- Laurie Langenbach, NRC Handelsblad
- G.L. van Lennep, NRC Handelsblad, Nieuwsnet
- Guus Luijters, Het Parool
- Malsen, Haagse Post
- Ischa Meijer, Vrij Nederland, Haagse Post
- S. Montag (= Henk Hofland), NRC Handelsblad
- Etty Mulder, de Volkskrant
- Jan Mulder, de Volkskrant, De Tijd
- M. Mus, Vrij Nederland, Opzij
- Emmy van Overeem, NRC Handelsblad, Elsevier
- K.L. Poll, NRC Handelsblad
- Ethel Portnoy, NRC Handelsblad
- Hans Ree, NRC Handelsblad
- Karel van het Reve, NRC Handelsblad
- Beatrijs Ritsema, NRC Handelsblad
- Marcel Rözer, De Gelderlander
- Nico Scheepmaker, Vrij Nederland
- Henk Spaan, Het Parool, VPRO
- André Spoor, NRC Handelsblad
- Stoker (= Hugo Brandt Corstius), de Volkskrant
- Abram de Swaan, NRC Handelsblad
- Tamar (= Renate Rubinstein), Vrij Nederland
- J.G. Thijs, Trouw
- Jan Timman, Haagse Post
- Bob den Uyl, NRC Handelsblad
- Thomas Verbogt, De Gelderlander
- Cornelis Verhoeven, De Tijd
- Carolijn Visser, NRC Handelsblad
- Piet Vroon, NRC Handelsblad, de Volkskrant
- Angela de Jong, AD
- Valentijn Driessen, Telegraaf

Vanaf eind jaren '80 kwamen daar bij Theo van Gogh, Pim Fortuyn, Martin Bril.

### Columnisten van de 21e eeuw
Enkele columnisten van de 21e eeuw zijn: Nico Dijkshoorn, Theodor Holman (Opheffer in De groene Amsterdammer), Youp van 't Hek, Remco Campert, Sylvain Ephimenco, Jan Mulder, Arnon Grunberg, Nausicaa Marbe, Aaf Brandt Corstius, Jan Kuitenbrouwer, Bas Heijne, Bert Wagendorp, Sylvia Witteman, Paulien Cornelisse, Arthur van Amerongen, Roos Schlikker, Ebru Umar, Marianne Zwagerman, Jan Nicolas, Madeleijn van den Nieuwenhuizen, Annemarie van Gaal, Mathijs Bouman, Sheila Sitalsing.

## Vlaanderen
Een onvolledige en willekeurige greep: Johan Anthierens, Herman Brusselmans, Josse De Pauw, Gaston Durnez, Jos Ghysen, Tom Lanoye, An Nelissen, Annelies Rutten, Peter Van Rompuy, Annelies Verbeke.